# Псене-Острув
Псене-Острув (пол. Psienie-Ostrów) — село в Польщі, у гміні Чермін Плешевського повіту Великопольського воєводства.
Населення — 115 осіб (2011).
У 1975-1998 роках село належало до Каліського воєводства.

## Демографія
Демографічна структура станом на 31 березня 2011 року:
|          | Загалом | Допрацездатний вік | Працездатний вік | Постпрацездатний вік |
| -------- | ------- | ------------------ | ---------------- | -------------------- |
| Чоловіки | 59      | 14                 | 43               | 2                    |
| Жінки    | 56      | 15                 | 30               | 11                   |
| Разом    | 115     | 29                 | 73               | 13                   |